# Задача о движении твёрдого тела вокруг неподвижной точки
Задача о движении твёрдого тела вокруг неподвижной точки — одна из основных задач механики твёрдого тела.

## Основные обозначения и уравнения движения

### Общий случай
Рассмотрим вращение твёрдого тела {\displaystyle {\cal {B}}} вокруг неподвижной точки {\displaystyle O}. Пусть {\displaystyle OX_{\alpha }X_{\beta }X_{\gamma }} — абсолютная система отсчёта, оснащённая единичными векторами базиса {\displaystyle {\bf {e}}_{\alpha }}, {\displaystyle {\bf {e}}_{\beta }},{\displaystyle {\bf {e}}_{\gamma }}, а {\displaystyle Ox_{1}x_{2}x_{3}} — подвижная система отсчёта, жёстко связанная с телом. Будем считать, что проекции векторов базиса {\displaystyle {\bf {e}}_{\alpha }}, {\displaystyle {\bf {e}}_{\beta }}, {\displaystyle {\bf {e}}_{\gamma }} на оси подвижной системы отсчёта имеют вид {\displaystyle {\bf {\alpha }}=(\alpha _{1},\alpha _{2},\alpha _{3})}, {\displaystyle {\bf {\beta }}=(\beta _{1},\beta _{2},\beta _{3})}, {\displaystyle {\bf {\gamma }}=(\gamma _{1},\gamma _{2},\gamma _{3})}, а вектор угловой скорости в проекциях на подвижные оси записывается как {\displaystyle {\bf {\omega }}=(\omega _{1},\omega _{2},\omega _{3})}. Если {\displaystyle {\bf {I}}} — тензор инерции тела, также заданный в подвижных осях, {\displaystyle {\bf {Q}}={\bf {Q}}(t,{\bf {\omega }},{\bf {\alpha }},{\bf {\beta }},{\bf {\gamma }})} — действующий на тело момент сил, то уравнения движения тела в этих осях имеют вид
{\displaystyle {d \over {dt}}{\bf {I\omega }}={\bf {I\omega }}\times \omega +{\bf {Q}}}.
Эти уравнения, задающие закон изменения момента количеств движения. называют уравнениями Эйлера. Кроме того, для описания движения выписывают уравнения Пуассона
{\displaystyle {d \over {dt}}{\bf {\alpha }}={\bf {\alpha }}\times \omega }, {\displaystyle {d \over {dt}}{\bf {\beta }}={\bf {\beta }}\times \omega }, {\displaystyle {d \over {dt}}{\bf {\gamma }}={\bf {\gamma }}\times \omega },
описывающие изменение в подвижных осях единичных векторов неподвижной системы отсчёта.
Уравнения Эйлера и уравнения Пуассона составляют замкнутую систему уравнений движения.

### Случай потенциальных сил
В случае, когда внешние силы, действующие на тело, потенциальны с потенциалом {\displaystyle U=U(t,{\bf {\alpha }},{\bf {\beta }},{\bf {\gamma }})}, момент сил, действующих на тело, имеет вид
{\displaystyle {\bf {Q}}(t,{\bf {\alpha }},{\bf {\beta }},{\bf {\gamma }})={\bf {\alpha }}\times {{\partial U} \over {\partial {\bf {\alpha }}}}+{\bf {\beta }}\times {{\partial U} \over {\partial {\bf {\beta }}}}+{\bf {\gamma }}\times {{\partial U} \over {\partial {\bf {\gamma }}}}}.

## Законы сохранения

### Интеграл площадей
Пусть {\displaystyle {\bf {e}}} — фиксированный в абсолютном пространстве единичный вектор. Если силы, приложенные к телу таковы, что
{\displaystyle ({\bf {Q}},{\bf {e}})\equiv 0},
то сохраняется величина
{\displaystyle {\cal {J}}_{\bf {e}}=({\bf {I\omega }},{\bf {e}})=p_{\bf {e}}\equiv 0},
представляющая собой проекцию вектора момента количеств движения на направление, задаваемое вектором {\displaystyle {\bf {e}}}. Эту величину называют интегралом площадей.

### Геометрические интегралы
Уравнения Пуассона всегда допускают шесть квадратичных интегралов
{\displaystyle ({\bf {\alpha }},{\bf {\alpha }})=({\bf {\beta }},{\bf {\beta }})=({\bf {\gamma }},{\bf {\gamma }})=1},
{\displaystyle ({\bf {\alpha }},{\bf {\beta }})=({\bf {\beta }},{\bf {\gamma }})=({\bf {\gamma }},{\bf {\alpha }})=0},
выражающих ортонормированность базиса абсолютной системы отсчёта. Эти интегралы называют геометрическими.

### Интеграл энергии
Также в случае, когда силы, действующие на тело, потенциальны, и потенциал не зависит явно от времени: {\displaystyle U=U({\bf {\alpha }},{\bf {\beta }},{\bf {\gamma }})}, уравнения движения допускают интеграл энергии
{\displaystyle {\cal {J}}_{0}={1 \over 2}({\bf {I\omega }},{\bf {\omega }})+U({\bf {\alpha }},{\bf {\beta }},{\bf {\gamma }})=h}

## Случаи интегрируемости

### Случай Эйлера
Если {\displaystyle {Q}\equiv 0}, то уравнения Эйлера отделяются от уравнений Пуассона и оказываются вполне интегрируемыми: они обладают интегралом энергии
{\displaystyle {\cal {J}}_{0}={1 \over 2}({\bf {I\omega }},{\bf {\omega }})=h}
и интегралом
{\displaystyle {\cal {J}}_{1}={1 \over 2}({\bf {I\omega }},{\bf {I\omega }})=k^{2}}
выражающим сохранение величины вектора момента количеств движения.
Впрочем, в этом случае интегрируемости, известном как случай Эйлера, сохраняется не только величина вектора момента количеств движения — сам вектор остаётся неизменным относительно абсолютной системы отсчёта.